# Pukkisaari (ö i Södra Savolax, Nyslott, lat 62,35, long 28,98)
Pukkisaari är en halvö i Finland. Den ligger i sjön Iso-Vihtari och i kommunen Heinävesi i den ekonomiska regionen  Nyslotts ekonomiska region  och landskapet Södra Savolax, i den sydöstra delen av landet, 300 km nordost om huvudstaden Helsingfors.